# Teatre Moratín
El Teatre Moratín va ser una sala de teatre al carrer de Muntaner, 246 de Barcelona, on anteriorment havia estat el Cine Aristos. L'autor teatral Jaume Salom i Vidal va ser-ne l'impulsor. S'inaugurà el mes de desembre de 1967 i fou teatre fins a l'any 1974, tornant després a ser un cinema. Des de 1982 a 1995 va ser un teatre de music-hall anomenat Belle Époque, dirigit per la vedet Dolly van Doll.
Actualment, hi ha la sala de festes Luz de Gas.

## Estrenes
- 1968. La casa de las chivas, de Jaume Salom.
- 1968. El tragaluz d'Antonio Buero Vallejo
- 1968. Los huevos de avestruz d'André Roussin.
- 1969. Flor de cactus de Barillet i Grédy.
- 1970. Visquem un somni de Sacha Guitry.
- 1970. Viaje en un trapecio de Jaume Salom.[1]
- 1972. Descalzos en el parque de Neil Simon.
- 1972. Los secuestrados de Altona de Jean Paul Sartre, adaptació de Alfonso Sastre.
- 1973. Macbett d'Eugène Ionesco